# Leopoldo Ruiz de la Torre
Leopoldo Ruiz de la Torre y Martínez (1848-siglo XX) fue un pintor español.

## Biografía
Nació el 5 de noviembre de 1848. Pintor natural de la localidad de Arnedo, fue discípulo de la Escuela superior de Madrid, premiado con varias medallas y una pensión de mérito por el Gobierno. En la Exposición de Madrid de 1876 presentó Retrato de un capitán, La presa del águila (acuarela) y Vista del Retiro. Fueron también de su mano numerosos paisajes y un Retrato de D. Alfonso pintado para el Ayuntamiento de Zamora. Se desconoce su fecha de fallecimiento, datando la última noticia suya de 1908.